# École de l'Air
De École de l'Air, ook wel EA, is een in 1933 opgerichte grande école (technische universiteit) in Salon-de-Provence. Het is een militaire academie waar piloten, ingenieurs en technici opgeleid worden.

## Campus
De campus ligt in het Base aérienne 701 van Salon-de-Provence waar eveneens het Office national d'études et de recherches aérospatiales een onderzoeksstation heeft.

## Diploma
Veel technische managers en onderzoekers in Engineering Sciences zijn afgestudeerd aan het École de l'Air.
- Ingenieursdiploma Master : 'Ingénieur École de l'Air' (300 ECTS) ;
- Mastères Spécialisès (in samenwerking met École nationale de l'aviation civile en Institut supérieur de l'aéronautique et de l'espace)[2] ;
- Massive open online course in luchtverdediging[3][4].